# Aspidotis densa
Espèce
Aspidotis densa est une espèce de fougères de la famille des Pteridaceae.